# NGC 3510
NGC 3510 é uma galáxia espiral barrada (SBm) localizada na direcção da constelação de Leo Minor. Possui uma declinação de +28° 53' 05" e uma ascensão recta de 11 horas, 03 minutos e 43,7 segundos.
A galáxia NGC 3510 foi descoberta em 11 de Abril de 1785 por William Herschel.